# آرتور راونل
آرتور راونل (انگلیسی: Arthur Ravenel Jr.؛ ۲۹ مارس ۱۹۲۷ - ۱۶ ژانویهٔ ۲۰۲۳) سیاستمدار اهل ایالات متحده آمریکا بود. وی نماینده حزب جمهوری‌خواه (ایالات متحده آمریکا) در چارلستون، کارولینای جنوبی بود.